# 富士ステークス
富士ステークス（ふじステークス）は、日本中央競馬会（JRA）が東京競馬場で施行する中央競馬の重賞競走（GII）である。
競走名の「富士」は富士山に由来。富士山は、静岡県と山梨県にまたがる円錐状成層火山。標高は3776mで日本一高い。古来より「日本一の名山」として万葉などの古歌に詠まれ、平安時代から信仰登山が盛ん。2013年6月には「富士山－信仰の対象と芸術の源泉」としてユネスコの世界文化遺産に登録された。東京競馬場のスタンドからは晴れた日に富士山が見えることがあり、2007年に完成した新スタンドも「フジビュースタンド」と名付けられている。

## 概要
1981年にジャパンカップが創設された際、同競走に出走する招待馬とその帯同馬、および代表候補の地方競馬所属馬が出走できる国際招待競走として、11月上旬に4歳（現3歳）以上の馬による芝1800mのオープン競走が東京競馬場で設けられた。このオープン競走に1984年より「富士ステークス」と競走名がつけられ、これが本競走の前身とされている。
その後1997年より距離を芝1400mに短縮し、馬や関係者の諸費用をJRAが負担しない国際競走に改めたうえ施行時期も11月下旬に移され、スプリンターズステークスの前哨戦として位置づけられた。1998年には重賞（GIII）に格付けされた。
2000年にスプリンターズステークスの施行時期が初秋の中山開催に移されると、本競走は距離を芝1600mに変更のうえ施行時期も10月に繰り上げ、マイルチャンピオンシップの前哨戦に位置づけられた。2014年からは本競走の1着馬に、マイルチャンピオンシップの優先出走権が与えられている。2017年から2019年までの3年間のレースレーティングが112.3とGII昇格基準の110を超えていることと、マイルチャンピオンシップの前哨戦としての位置付けを明確にするため、2020年の番組改正でGIIに昇格されることになった。

### 競走条件
以下の内容は、2024年現在のもの。
出走資格：サラ系3歳以上
- JRA所属馬（外国産馬含む）
- 地方競馬所属馬（後述）
- 外国調教馬（9頭まで、優先出走）

負担重量：別定
- 3歳55kg、4歳以上57kg、牝馬2kg減
  - 2020年10月18日以降のGI競走（牝馬限定競走を除く）1着馬2kg増、牝馬限定GI競走またはGII競走（牝馬限定競走を除く）1着馬1kg増
  - 2020年10月17日以前のGI競走（牝馬限定競走を除く）1着馬1kg増（2歳時の成績を除く）

マイルチャンピオンシップのステップ競走に指定され、地方競馬所属馬はマイルチャンピオンシップの出走候補馬（3頭まで）に優先出走が認められている。また、地方競馬所属馬は本競走で2着以内の成績を収めると、マイルチャンピオンシップに優先出走できる。

### 賞金
2024年の1着賞金は5900万円で、以下2着2400万円、3着1500万円、4着890万円、5着590万円。

## 歴史
- 1981年 - 4歳（現3歳）以上の競走馬による国際招待競走として、オープン競走を東京競馬場・芝1800mで施行[4]。
- 1984年 - 「富士ステークス」と命名[4]。
- 1997年 - 国際競走に変更[4]。
- 1998年 - 重賞（GIII[注 1]）に昇格、外国調教馬の出走枠を4頭までとする[9]。
- 2001年 - 馬齢表示の国際基準への変更に伴い、出走資格を「3歳以上」に変更。
- 2002年 - 外国調教馬の出走枠を4頭から8頭に拡大[9]。
- 2003年 - 外国調教馬の出走枠を9頭に拡大[9]。
- 2007年 - 名称を「サウジアラビアロイヤルカップ 富士ステークス」に変更[4]。
- 2014年 - この年から1着馬にマイルチャンピオンシップの優先出走権を付与[4]。
- 2015年 - 名称を「富士ステークス」に変更[10]。
- 2020年 - GIIに昇格。
- 2025年 - 施行日が秋華賞の前日に変更予定。

### 歴代優勝馬
コース種別を表記していない距離は、芝コースを表す。
優勝馬の馬齢は、2000年以前も現行表記に揃えている。
競走名は第10回から第17回まで「サウジアラビアロイヤルカップ 富士ステークス」。
競馬場は2002年のみ中山で、それ以外は全て東京である。距離は第1回と第2回のみ1400mでそれ以外は全て1600mである。
所属は全てJRA所属馬が勝利している。
| 回数   | 施行日         | 優勝馬             | 性齢 | タイム | 優勝騎手   | 管理調教師 | 馬主                                 |
| ------ | -------------- | ------------------ | ---- | ------ | ---------- | ---------- | ------------------------------------ |
| 第1回  | 1998年11月28日 | エアジハード       | 牡3  | 1:23.0 | 橋本広喜   | 伊藤正徳   | （株）ラッキーフィールド             |
| 第2回  | 1999年11月27日 | レッドチリペッパー | 牝3  | 1:21.4 | 横山典弘   | 松田博資   | 吉田和子                             |
| 第3回  | 2000年10月21日 | ダイワカーリアン   | 牡7  | 1:33.9 | 田面木博公 | 二ノ宮敬宇 | 大和商事（株）                       |
| 第4回  | 2001年10月20日 | クリスザブレイヴ   | 牡7  | 1:33.2 | 吉田豊     | 秋山雅一   | （有）社台レースホース               |
| 第5回  | 2002年10月19日 | メイショウラムセス | 牡4  | 1:32.3 | 柴田善臣   | 伊藤雄二   | 松本好雄                             |
| 第6回  | 2003年10月25日 | ミレニアムバイオ   | 牡5  | 1:32.0 | 武豊       | 領家政蔵   | バイオ（株）                         |
| 第7回  | 2004年10月23日 | アドマイヤマックス | 牡5  | 1:33.2 | 武豊       | 橋田満     | 近藤利一                             |
| 第8回  | 2005年10月22日 | ウインラディウス   | 牡7  | 1:32.9 | 田中勝春   | 藤沢和雄   | （株）ウイン                         |
| 第9回  | 2006年10月21日 | キネティクス       | 牡7  | 1:32.8 | 勝浦正樹   | 新川恵     | （有）ノースヒルズマネジメント       |
| 第10回 | 2007年10月20日 | マイネルシーガル   | 牡3  | 1:33.3 | 後藤浩輝   | 国枝栄     | （株）サラブレッドクラブ・ラフィアン |
| 第11回 | 2008年10月25日 | サイレントプライド | 牡5  | 1:32.7 | 横山典弘   | 国枝栄     | （有）社台レースホース               |
| 第12回 | 2009年10月24日 | アブソリュート     | 牡5  | 1:33.3 | 田中勝春   | 宗像義忠   | 薗部博之                             |
| 第13回 | 2010年10月23日 | ダノンヨーヨー     | 牡4  | 1:32.8 | 北村友一   | 音無秀孝   | （株）ダノックス                     |
| 第14回 | 2011年10月22日 | エイシンアポロン   | 牡4  | 1:35.0 | 田辺裕信   | 松永昌博   | 平井豊光                             |
| 第15回 | 2012年10月20日 | クラレント         | 牡3  | 1:32.4 | 岩田康誠   | 橋口弘次郎 | 前田晋二                             |
| 第16回 | 2013年10月19日 | ダノンシャーク     | 牡5  | 1:33.5 | 内田博幸   | 大久保龍志 | （株）ダノックス                     |
| 第17回 | 2014年10月25日 | ステファノス       | 牡3  | 1:33.2 | 戸崎圭太   | 藤原英昭   | （有）キャロットファーム             |
| 第18回 | 2015年10月24日 | ダノンプラチナ     | 牡3  | 1:32.7 | 蛯名正義   | 国枝栄     | （株）ダノックス                     |
| 第19回 | 2016年10月22日 | ヤングマンパワー   | 牡4  | 1:34.0 | 戸崎圭太   | 手塚貴久   | 星野壽市                             |
| 第20回 | 2017年10月21日 | エアスピネル       | 牡4  | 1:34.8 | 武豊       | 笹田和秀   | （株）ラッキーフィールド             |
| 第21回 | 2018年10月20日 | ロジクライ         | 牡5  | 1:31.7 | C.ルメール | 須貝尚介   | 久米田正明                           |
| 第22回 | 2019年10月19日 | ノームコア         | 牝4  | 1:33.0 | C.ルメール | 萩原清     | 池谷誠一                             |
| 第23回 | 2020年10月24日 | ヴァンドギャルド   | 牡4  | 1:33.4 | 福永祐一   | 藤原英昭   | （有）社台レースホース               |
| 第24回 | 2021年10月23日 | ソングライン       | 牝3  | 1:33.2 | 池添謙一   | 林徹       | （有）サンデーレーシング             |
| 第25回 | 2022年10月22日 | セリフォス         | 牡3  | 1:32.0 | 藤岡佑介   | 中内田充正 | （株）G1レーシング                   |
| 第26回 | 2023年10月21日 | ナミュール         | 牝4  | 1:31.4 | J.モレイラ | 高野友和   | （有）キャロットファーム             |
| 第27回 | 2024年10月19日 | ジュンブロッサム   | 牡5  | 1:32.1 | 戸崎圭太   | 友道康夫   | 河合純二                             |

### 1997年までの優勝馬
コース種別を表記していない距離は、芝コースを表す。
優勝馬の馬齢は、現行表記に揃えている。なお、外国馬の所属表記は調教国の出典が示されているもののみ記載し、出典が明記されていないものは空欄とした。
競馬場及び条件は全て東京とオープンクラス、距離は1997年のみ1400mでそれ以外は1800mであった。
所属は1986から1988年まで外国馬、それ以外は日本JRA所属馬が勝利した。
| 施行日         | 競馬場 | 距離  | 条件     | 優勝馬                 | 性齢 | タイム | 優勝騎手     | 管理調教師     | 馬主                                  |
| -------------- | ------ | ----- | -------- | ---------------------- | ---- | ------ | ------------ | -------------- | ------------------------------------- |
| 1984年11月11日 | 東京   | 1800m | オープン | アローボヘミアン       | 牡5  | 1:49.8 | 安田富男     | 梶与四松       | 伊達秀和                              |
| 1985年11月10日 | 東京   | 1800m | オープン | トウショウサミット     | 牡3  | 1:48.6 | 柏崎正次     | 奥平真治       | トウショウ産業（株）                  |
| 1986年11月9日  | 東京   | 1800m | オープン | アワウェイバリースター | 騸4  | 1:47.5 | L.オサリバン | D.オサリバン   | ウェイバリーパークスタッド            |
| 1987年11月15日 | 東京   | 1800m | オープン | トリプティク           | 牝5  | 1:46.9 | A.クルーズ   | P.ビアンコーヌ | アラン・クロア                        |
| 1988年11月13日 | 東京   | 1800m | オープン | セーラムドライブ       | 牡6  | 1:46.9 | C.アントレー | R.ランディ     | ヴァージニア・クラフト・ペイスン・LLC |
| 1989年11月12日 | 東京   | 1800m | オープン | オラクルアスカ         | 牡4  | 1:47.8 | 岡部幸雄     | 田村駿仁       | （有）貞文                            |
| 1990年11月11日 | 東京   | 1800m | オープン | モガミチャンピオン     | 牡5  | 1:47.9 | 小島太       | 境勝太郎       | （株）最上ホースクラブ                |
| 1991年11月10日 | 東京   | 1800m | オープン | スタビライザー         | 牡3  | 1:47.4 | 柴田善臣     | 高橋英夫       | （有）ホースマン                      |
| 1992年11月15日 | 東京   | 1800m | オープン | シンコウラブリイ       | 牝3  | 1:47.6 | 岡部幸雄     | 藤沢和雄       | 安田修                                |
| 1993年11月14日 | 東京   | 1800m | オープン | マチカネタンホイザ     | 牡4  | 1:48.2 | 田中勝春     | 伊藤雄二       | 細川益男                              |
| 1994年11月13日 | 東京   | 1800m | オープン | サクラチトセオー       | 牡4  | 1:46.9 | 小島太       | 境勝太郎       | （株）さくらコマース                  |
| 1995年11月12日 | 東京   | 1800m | オープン | フジヤマケンザン       | 牡7  | 1:47.5 | 蛯名正義     | 森秀行         | 藤本龍也                              |
| 1996年11月10日 | 東京   | 1800m | オープン | シンコウキング         | 牡5  | 1:48.5 | 岡部幸雄     | 藤沢和雄       | 安田修                                |
| 1997年11月22日 | 東京   | 1400m | オープン | ビコーアルファー       | 牡7  | 1:22.8 | M.ロバーツ   | 鹿戸幸治       | （有）レジェンド                      |